# Rhaeboctesis denotatus
Rhaeboctesis denotatus är en spindelart som beskrevs av Lawrence 1928. Rhaeboctesis denotatus ingår i släktet Rhaeboctesis och familjen månspindlar. Inga underarter finns listade i Catalogue of Life.